# Campoplex bulgaricus
Campoplex bulgaricus är en stekelart som beskrevs av Horstmann 2008. Campoplex bulgaricus ingår i släktet Campoplex och familjen brokparasitsteklar. Inga underarter finns listade.